# Traité concernant les relations entre l'URSS et la RDA
Le traité concernant les relations entre l'URSS et la RDA est signé le 20 septembre 1955 par la République démocratique allemande et l'Union des Républiques socialistes soviétiques. L'objet premier de ce traité est d'établir la base légale de la présence en RDA du Groupement des forces armées soviétiques en Allemagne.

## Contexte historique
En mai 1945, à la fin de la Seconde Guerre mondiale en Europe, l’Allemagne est scindée en quatre zones d’occupation. En 1949, les zones française, américaine et britannique fusionnent pour devenir la République fédérale d'Allemagne ou l'Allemagne de l'Ouest, tandis que la zone soviétique devient la République démocratique allemande ou l'Allemagne de l'Est. L'Armée rouge maintient d'importantes forces militaires dans sa zone d'occupation en Allemagne, ainsi qu'en Pologne et en Hongrie, pendant les années qui suivent la fin de la guerre. 
Les puissances alliées occidentales considèrent que la sécurité de l'Europe de l'Ouest ne peut être assurée sans le réarmement de l'Allemagne de l'Ouest dont la situation géographique en première ligne face au bloc de l'Est et le « miracle économique » justifient qu'elle participe pleinement à sa défense et à celle du bloc de l'Ouest. Une première formule est trouvée en 1950 qui consiste à intégrer la RFA dans une Communauté européenne de défense, dont les forces seraient intégrées avec celles des États-unis dans l'OTAN. L'échec de la ratification de la CED par la France en 1954 implique de trouver une autre solution. Les conférences de Londres et de Paris conduisent à la signature des accords de Paris en octobre 1954 qui prévoient notamment que l'Allemagne de l'Ouest accède au traité de l'Atlantique nord et que ses futures forces militaires soient intégrées dans celles de l'OTAN. L'accession de la RFA à l'OTAN est effective le 9 mai 1955,. 
L'Union soviétique réagit vivement aux accords de Paris. Une déclaration solennelle est publiée par les Soviétiques et les dirigeants de tous les États satellites d'Europe de l'Est le 2 décembre 1954. Les Occidentaux passent outre. Le 14 mai 1955, quelques jours seulement après l'entrée en vigueur des accords de Paris, l'Union soviétique fonde sa propre organisation de défense, le Pacte de Varsovie, avec l'Allemagne de l'Est, la Bulgarie, la Tchécoslovaquie, la Hongrie, la Pologne, la Roumanie et l'Albanie. Le traité instituant cette alliance en justifie la création en affirmant que « la situation qui s’est créée en Europe par suite de la ratification des accords de Paris qui prévoient la formation d’un nouveau groupement militaire sous la forme de l’Union de l’Europe occidentale avec la participation de l’Allemagne occidentale en voie de remilitarisation et avec son intégration au bloc nord-atlantique, (...) augmente le danger d’une nouvelle guerre et crée une menace à la sécurité nationale des Etats pacifiques ».
Dans la foulée, les Soviétiques souhaitent montrer l'étroitesse de leurs liens avec la RDA et légaliser la présence de leurs forces militaires sur son territoire par un traité en bonne et due forme. 

## Signature et ratification
La signature du traité a lieu à Moscou le 20 septembre 1955. Le traité entre en vigueur le 6 octobre 1955.
Les signataires en sont pour l'Union soviétique Nikolaï Boulganine, président du Conseil des ministres de l'URSS, et pour la RDA Otto Grotewohl, président du Conseil des ministres de la RDA.

## Termes du traité
Le traité ne définit pas de limite de durée et ne contient pas de clause de révision à l'initiative des Tchécoslovaques. Il comporte un préambule et sept articles. 
Le préambule rappelle « la situation nouvelle créée par l'entrée en vigueur des Accords de Paris de 1954 » et souligne « les liens d'amitié qui unissent les deux pays, sur la base de l'égalité, du respect pour la souveraineté de chaque Partie et de la non-ingérence dans les affaires intérieures de l'autre Partie ». 
L'article 1 stipule que « relations (entre les Parties) reposent sur l'égalité absolue, le respect mutuel de leur souveraineté et la non- ingérence mutuelle dans leurs affaires intérieures ». 
L'article 3 appelle au développement des relations entre les deux pays dans les domaines économique, scientifique, technique et culturel. 
L'article 4, principal objet de ce traité, est formulé dans les termes suivants : 

« Les forces soviétiques qui se trouvent actuellement sur le territoire de la République démocratique allemande conformément aux accords internationaux en vigueur demeureront temporairement dans la République démocratique allemande avec l'assentiment de son Gouvernement, sous réserve de conditions qui seront définies par un accord complémentaire entre le Gouvernement de l'Union soviétique et le Gouvernement de la République démocratique allemande.
Les forces soviétiques qui se trouvent temporairement sur le territoire de la République démocratique allemande n'interviendront ni dans les affaires intérieures, ni dans la vie sociale et politique, de la République démocratique
allemande. »

L'article 5 rappelle l'objectif de l'Union soviétique et de la RDA de « parvenir, par des négociations appropriées, à un règlement pacifique pour l'ensemble de l'Allemagne (...) par voie de traité de paix et à la réunification de l'Allemagne sur des bases pacifiques et démocratiques ».

## Sources

## Compléments